# Mahesh Chandra Regmi
Mahesh Chandra Regmi, né en décembre 1929 et décédé le 10 juillet 2003, est un historien et archiviste du Népal. Il est, en 1977, le premier népalais à recevoir
le Prix Ramon Magsaysay, pour la création de « Research Series »,. Le prix lui a été décerné pour « ses chronique du passé et présent du Népal, permettant à son peuple de découvrir ses origines et traçant les contours des options nationales ».

## Œuvres
- (en) Land Tenure and Taxation in Nepal, vol. 2, Institute of International Studies, University of California, 1963